# Радошевниця
Радошевниця (пол. Radoszewnica) — село в Польщі, у гміні Конецполь Ченстоховського повіту Сілезького воєводства.
Населення — 446 осіб (2011).
У 1975-1998 роках село належало до Ченстоховського воєводства.

## Демографія
Демографічна структура станом на 31 березня 2011 року:
|          | Загалом | Допрацездатний вік | Працездатний вік | Постпрацездатний вік |
| -------- | ------- | ------------------ | ---------------- | -------------------- |
| Чоловіки | 224     | 45                 | 154              | 25                   |
| Жінки    | 222     | 31                 | 125              | 66                   |
| Разом    | 446     | 76                 | 279              | 91                   |